# Miranda (piłkarz)
Miranda, właśc. João Miranda de Souza Filho (ur. 7 września 1984 w Paranavaí) – brazylijski piłkarz, który występował na pozycji obrońcy. W latach 2009–2019 reprezentant Brazylii.

## Kariera klubowa
Karierę piłkarską Miranda rozpoczął w klubie Coritiba FBC. W latach 2002–2003 był członkiem drużyny młodzieżowej, a w 2004 roku przeszedł do kadry pierwszej drużyny. 22 kwietnia 2004 zadebiutował w brazylijskiej Série A w wygraym 1:0 domowym spotkaniu z Guarani FC Futebol Clube. W swoim debiutanckim sezonie był podstawowym zawodnikiem Coritiby i wywalczył w nim mistrzostwo stanu Paraná.
W lipcu 2005 roku Miranda został sprzedany za 2 miliony euro do francuskiego FC Sochaux-Montbéliard. 13 sierpnia 2005 po raz pierwszy wystąpił w rozgrywkach Ligue 1, w wygranym 2:1 wyjazdowym meczu z OGC Nice. W Sochaux rozegrał 20 spotkań w lidze i był jednym z trzech Brazylijczyków w zespole obok Ilana i Weldona.
W 2006 roku Miranda wrócił do Brazylii. Najpierw został wypożyczony do São Paulo FC, a w lipcu 2007 sprzedany do niego za 1,5 miliona euro. Swój debiut w São Paulo zanotował 21 września w meczu z AD São Caetano (1:0). W 2006 roku wywalczył z São Paulo mistrzostwo Brazylii, a tytuł ten obronił także w 2007 i 2008 roku. W tych dwóch ostatnich sezonach był też wybierany do najlepszej jedenastki Série A.
1 lipca 2015 roku dołączył do Interu Mediolan za 15 milionów euro z Atlético Madryt.
11 stycznia 2022, Miranda ogłosił zakończenie kariery piłkarskiej.
| Sezon     | Klub                   | Kraj      | Rozgrywki        | Mecze | Bramki |
| --------- | ---------------------- | --------- | ---------------- | ----- | ------ |
| 2004      | Coritiba FBC           | Brazylia  | Série A          | 40    | 2      |
| 2005      | Coritiba FBC           | Brazylia  | Série A          | 9     | 0      |
| 2005/06   | FC Sochaux-Montbéliard | Francja   | Ligue 1          | 20    | 0      |
| 2006      | São Paulo FC           | Brazylia  | Série A          | 14    | 1      |
| 2007      | São Paulo FC           | Brazylia  | Série A          | 35    | 2      |
| 2008      | São Paulo FC           | Brazylia  | Série A          | 24    | 0      |
| 2009      | São Paulo FC           | Brazylia  | Série A          | 13    | 0      |
| 2010      | São Paulo FC           | Brazylia  | Série A          | 27    | 1      |
| 2011      | São Paulo FC           | Brazylia  | Série A          | 17    | 1      |
| 2011/2012 | Atlético Madryt        | Hiszpania | Primera División | 27    | 1      |
| 2012/2013 | Atlético Madryt        | Hiszpania | Primera División | 35    | 2      |
| 2013/2014 | Atlético Madryt        | Hiszpania | Primera División | 32    | 2      |
| 2014/2015 | Atlético Madryt        | Hiszpania | Primera División | 23    | 3      |
| 2015/2016 | Inter Mediolan         | Włochy    | Serie A          | 32    | 1      |
| 2016/2017 | Inter Mediolan         | Włochy    | Serie A          | 32    | 0      |
| 2017/2018 | Inter Mediolan         | Włochy    | Serie A          | 31    | 0      |
| 2018/2019 | Inter Mediolan         | Włochy    | Serie A          | 8     | 0      |

Stan na dzień 22 maja 2016 r.

## Kariera reprezentacyjna
20 sierpnia 2007 Miranda otrzymał pierwsze powołanie do reprezentacji Brazylii na mecz z Algierią w miejsce kontuzjowanego Lúcio, jednak całe spotkanie przesiedział na ławce rezerwowych. Swój debiut w kadrze narodowej zaliczył 2 kwietnia 2009 w wygranym 3:0 meczu eliminacji do Mistrzostw Świata w RPA z Peru. W tym samym roku został powołany do kadry na Puchar Konfederacji, który Brazylia wygrała.

## Sukcesy

### Atlético Madryt
- Mistrzostwo Hiszpanii: 2013/2014
- Puchar Króla: 2013
- Superpuchar Hiszpanii: 2014
- Liga Europy UEFA: 2011/2012
- Superpuchar Europy UEFA: 2012
- Finał Ligi Mistrzów: 2013/2014

### FC São Paulo
- Mistrzostwo Brazylii: 2006/2007, 2007/2008

### Reprezentacja Brazylii
- Puchar Konfederacji: 2009